# Dianthus desideratus
Dianthus desideratus là loài thực vật có hoa thuộc họ Cẩm chướng. Loài này được Strid mô tả khoa học đầu tiên năm 1997.